# Hugh Royds Stokes Massy
Hugh Royds Stokes Massy, britanski general, * 1884, † 1965.